# Communauté de communes de la Gascogne Toulousaine
La communauté de communes de la Gascogne Toulousaine est une communauté de communes française, située dans le département du Gers, dans la région Occitanie.

## Historique
Elle est créée le 31 décembre 2009 par la fusion des communautés de communes de la Save Lisloise et des Coteaux de Gascogne.
Le 1er janvier 2012, la commune de Fontenilles (situé en Haute-Garonne) adhère à la Gascogne Toulousaine (faisant de cette dernière la deuxième plus grande intercommunalité du Gers en nombre d'habitants).
Le 1er mai 2023 la commune de Fontenilles quitte la communauté de communes et rejoint la communauté de communes Le Grand Ouest Toulousain.

## Communes
La communauté de communes est composée des 13 communes suivantes fin  2023 :

| Nom                     | Code Insee | Gentilé       | Superficie (km2) | Population (dernière pop. légale) | Densité (hab./km2) |
| ----------------------- | ---------- | ------------- | ---------------- | --------------------------------- | ------------------ |
| L'Isle-Jourdain (siège) | 32160      | Lislois       | 70,48            | 9 499 (2022)                      | 135                |
| Auradé                  | 32016      | Auradéens     | 21,32            | 676 (2022)                        | 32                 |
| Beaupuy                 | 32038      | Beaupuyens    | 6,54             | 212 (2022)                        | 32                 |
| Castillon-Savès         | 32090      | Castillonais  | 11,96            | 335 (2022)                        | 28                 |
| Clermont-Savès          | 32105      | Clermontois   | 5,1              | 402 (2022)                        | 79                 |
| Endoufielle             | 32121      | Endoufiellois | 17,1             | 516 (2022)                        | 30                 |
| Frégouville             | 32134      | Frégouvillois | 12,32            | 359 (2022)                        | 29                 |
| Lias                    | 32210      | Liassois      | 10,67            | 778 (2022)                        | 73                 |
| Marestaing              | 32234      | Marestaingois | 8,46             | 349 (2022)                        | 41                 |
| Monferran-Savès         | 32268      | Monferranais  | 24,68            | 802 (2022)                        | 32                 |
| Pujaudran               | 32334      | Pujaudranais  | 17,41            | 1 708 (2022)                      | 98                 |
| Razengues               | 32339      | Razenguois    | 4,35             | 250 (2022)                        | 57                 |
| Ségoufielle             | 32425      | Ségoufiellois | 5,24             | 1 174 (2022)                      | 224                |

| 1968  | 1975  | 1982  | 1990  | 1999  | 2010   | 2015   | 2021   |
| ----- | ----- | ----- | ----- | ----- | ------ | ------ | ------ |
| 6 905 | 7 023 | 7 619 | 8 731 | 9 884 | 13 608 | 15 332 | 16 788 |

## Liste des Présidents successifs
| Période | Période       | Identité      | Étiquette | Qualité                  |
| ------- | ------------- | ------------- | --------- | ------------------------ |
| 2010    | 15 avril 2014 | Alain Tourné  | PS        | Maire de L'Isle-Jourdain |
| 2014    | En cours      | Francis Idrac | PS        | Maire de L'Isle-Jourdain |

## Économie
La communauté de communes profite de sa proximité avec le bassin d'emploi toulousain : le taux de chômage est inférieur à la moyenne nationale. De plus, des sièges sociaux d'entreprises susceptibles de recruter sont implantés : ECOCERT (certification d'exploitations agricoles biologiques), Crusta d'Oc (agro-alimentaire), Abrisud (matériel de loisir), Thalasso line (voyagiste spécialisé), A2C (aéronautique), Groupe Tourea.

## Sources
- Site officiel
- Le SPLAF (Site sur la Population et les Limites Administratives de la France)
- La base ASPIC